# Championat der Vaterpferde in England und Irland

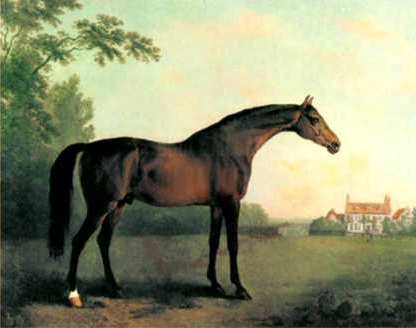
Highflyer, 13-facher Champion der Vaterpferde

Das Championat der Vaterpferde in England und Irland (engl. lead sire) ist eine jährliche Auszeichnung für den erfolgreichsten Rennpferdvater.
Für jeden Deckhengst wird die Gewinnsumme seiner Söhne und Töchter im zurückliegenden Jahr ermittelt. Es zählen Preisgelder, welche die Söhne und Töchter in Flachrennen in England und Irland gewonnen haben.

## Rekorde
Die meisten Titel haben folgende Pferde gewonnen:
- 14 – Sadler’s Wells – 1990, 1992–2004
- 13 – Highflyer – 1785–1796, 1798
- 10 – Sir Peter Teazle, Galileo (2008, seit 2010 – zuletzt 2018)
- 9 – St. Simon
- 8 – Regulus, Herod

Hintergrund: Galileo ist Sohn von Sadler’s Wells.

## Spitzen-Hengstlinien
Ohne die eigenen Erfolge der Gründerväter haben die folgenden Hengstlinien Champions gezeugt (1721–2016):
- Darley Arabian – 87 Hengste, 187 Champions
- Byerley Turk – 17 Hengste, 59 Champions, letztmals Tetratema 1929
- Godolphin Arabian – 12 Hengste, 32 Champions, letztmals Chamossaire 1964
- Darcy’s White Turk – 3 Hengste, 10 Champions, letztmals Bolton Starling 1744
- Curwen’s Bay Barb – 2 Hengste, 4 Champions, letztmals Crab 1750
- St. Victor’s Barb, Acaster Turk, Thoulouse Barb, Bloody Bullocks – jeder 1 Champion

## Leading Sire in Großbritannien und Irland seit 1998
| Jahr | Vaterpferd      | Anzahl Sieger | Anzahl Siege | Gewinnsumme | Erfolgreichster Nachkomme | Vize-Champion     | Ref.              |
| 1998 | Sadler’s Wells  | 41            | 54           | £1,594,536  | Dream Well                | Alzao             | [ 2 ] [ 3 ]       |
| 1999 | Sadler’s Wells  | 44            | 57           | £1,921,619  | Montjeu                   | Fairy Bridge      | [ 2 ] [ 3 ]       |
| 2000 | Sadler’s Wells  | 56            | 78           | £2,483,888  | Montjeu                   | Storm Cat         | [ 2 ] [ 3 ]       |
| 2001 | Sadler’s Wells  | 60            | 81           | £4,068,991  | Galileo                   | Danehill          | [ 2 ] [ 3 ]       |
| 2002 | Sadler’s Wells  | 67            | 87           | £3,625,423  | High Chaparral            | Danehill          | [ 2 ] [ 3 ]       |
| 2003 | Sadler’s Wells  | 80            | 104          | £3,455,160  | High Chaparral            | Danehill          | [ 2 ] [ 3 ]       |
| 2004 | Sadler’s Wells  | 83            | 104          | £4,044,565  | Doyen                     | Danehill          | [ 2 ] [ 3 ]       |
| 2005 | Danehill        | 68            | 97           | £3,487,488  | Oratorio                  | Montjeu           | [ 2 ] [ 4 ]       |
| 2006 | Danehill        | 65            | 92           | £3,579,413  | Dylan Thomas              | Danehill Dancer   | [ 2 ] [ 4 ]       |
| 2007 | Danehill        | 57            | 81           | £3,751,607  | Dylan Thomas              | Galileo           | [ 2 ] [ 4 ]       |
| 2008 | Galileo         | 61            | 86           | £3,974,492  | New Approach              | Danehill Dancer   | [ 2 ] [ 5 ]       |
| 2009 | Danehill Dancer | 91            | 119          | £3,827,297  | Mastercraftsman           | Cape Cross        | [ 2 ] [ 6 ]       |
| 2010 | Galileo         | 66            | 89           | £4,943,102  | Cape Blanco               | Dansili           | [ 2 ] [ 5 ] [ 7 ] |
| 2011 | Galileo         | 90            | 121          | £5,283,068  | Frankel                   | Montjeu           | [ 2 ] [ 5 ]       |
| 2012 | Galileo         | 108           | 154          | £5,774,558  | Frankel                   | Montjeu           | [ 2 ] [ 5 ]       |
| 2013 | Galileo         | 115           | 162          | £4,733,222  | Ruler of the World        | Dubawi            | [ 2 ] [ 5 ]       |
| 2014 | Galileo         | 119           | 146          | £7,193,916  | Australia                 | Invincible Spirit | [ 2 ] [ 5 ]       |
| 2015 | Galileo         | 91            | 120          | £5,735,195  | Found                     | Dubawi            | [ 2 ] [ 5 ]       |
| 2016 | Galileo         | 104           | 143          | £10,489,764 | Highland Reel             | Dubawi            | [ 2 ] [ 5 ]       |
| 2017 | Galileo         | 113           |              | £15,145,613 | Ulysses                   | Dubawi            | [ 8 ]             |
| 2018 | Galileo         | 89            | 125          | £6,680,143  |                           | Dubawi            | [ 9 ]             |
| 2019 | Galileo         | 82            | 124          | £11,945,529 | Waldgeist                 | Sea the Stars     | [ 9 ] [ 10 ]      |
| 2020 | Galileo (12)    | 85            | 116          | £5,274,968  | Magical                   | Dubawi            | [ 11 ] [ 12 ]     |
| 2021 | Frankel (1)     | 87            | 144          | £5,232,910  | Adayar                    | Galileo           | [ 11 ] [ 13 ]     |
| 2022 | Dubawi (1)      | 99            | 152          | £6,419,420  | Naval Crown               | Frankel           | [ 14 ] [ 15 ]     |
| 2023 | Frankel (2)     | 87            | 124          | £7,066,134  |                           | Dark Angel        | [ 16 ]            |

## Leading Sire in Großbritannien und Irland von 1721 bis 1997
| - 1721 – Ancaster Turk - 1722 – Darley Arabian - 1723 – Thoulouse Barb - 1724 – Bay Bolton - 1725 – Bald Galloway - 1726 – Bay Bolton - 1727 – Bay Bolton - 1728 – Alcock’s Arabian - 1729 – Bay Bolton - 1730 – Flying Childers - 1731 – Fox - 1732 – Bay Bolton - 1733 – Bay Bolton - 1734 – Bay Bolton - 1735 – Fox - 1736 – Flying Childers - 1737 – Partner - 1738 – Godolphin Arabian - 1739 – Bloody Buttocks - 1740 – Partner - 1741 – Partner - 1742 – Bartlett’s Childers - 1743 – Partner - 1744 – Bolton Starling - 1745 – Godolphin Arabian - 1746 – Blacklegs - 1747 – Godolphin Arabian - 1748 – Crab - 1749 – Crab - 1750 – Crab - 1751 – Blaze - 1752 – Cade - 1753 – Cade - 1754 – Regulus - 1755 – Regulus - 1756 – Regulus - 1757 – Regulus - 1758 – Cade - 1759 – Cade - 1760 – Cade - 1761 – Regulus - 1762 – Blank - 1763 – Regulus - 1764 – Blank - 1765 – Regulus - 1766 – Regulus - 1767 – Snap - 1768 – Snap - 1769 – Snap - 1770 – Blank - 1771 – Snap - 1772 – Matchem - 1773 – Matchem - 1774 – Matchem - 1775 – Marske - 1776 – Marske - 1777 – Herod - 1778 – Herod - 1779 – Herod - 1780 – Herod - 1781 – Herod - 1782 – Herod - 1783 – Herod - 1784 – Herod - 1785 – Highflyer - 1786 – Highflyer - 1787 – Highflyer - 1788 – Highflyer - 1789 – Highflyer - 1790 – Highflyer - 1791 – Highflyer - 1792 – Highflyer - 1793 – Highflyer - 1794 – Highflyer - 1795 – Highflyer - 1796 – Highflyer - 1797 – King Fergus - 1798 – Highflyer - 1799 – Sir Peter Teazle - 1800 – Sir Peter Teazle - 1801 – Sir Peter Teazle - 1802 – Sir Peter Teazle - 1803 – Trumpator - 1804 – Sir Peter Teazle - 1805 – Sir Peter Teazle - 1806 – Sir Peter Teazle - 1807 – Sir Peter Teazle - 1808 – Sir Peter Teazle - 1809 – Sir Peter Teazle - 1810 – Waxy - 1811 – Sorceror - 1812 – Sorceror - 1813 – Sorceror | - 1814 – Selim - 1815 – Rubens - 1816 – Walton - 1817 – Orville - 1818 – Walton - 1819 – Soothsayer - 1820 – Phantom - 1821 – Rubens - 1822 – Rubens - 1823 – Orville - 1824 – Phantom - 1825 – Élection - 1826 – Whalebone - 1827 – Whalebone - 1828 – Filho da Puta - 1829 – Blacklock - 1830 – Emilius - 1831 – Emilius - 1832 – Sultan - 1833 – Sultan - 1834 – Sultan - 1835 – Sultan - 1836 – Sultan - 1837 – Sultan - 1838 – Camel - 1839 – Priam - 1840 – Priam - 1841 – Taurus - 1842 – Touchstone - 1843 – Touchstone - 1844 – Bay Middleton - 1845 – Slane - 1846 – Venison - 1847 – Venison - 1848 – Touchstone - 1849 – Bay Middleton - 1850 – Epirus - 1851 – Orlando - 1852 – Birdcatcher - 1853 – Melbourne - 1854 – Orlando - 1855 – Touchstone - 1856 – Birdcatcher - 1857 – Melbourne - 1858 – Orlando - 1859 – Newminster - 1860 – Stockwell - 1861 – Stockwell - 1862 – Stockwell - 1863 – Newminster - 1864 – Stockwell - 1865 – Stockwell - 1866 – Stockwell - 1867 – Stockwell - 1868 – Buccaneer - 1869 – Thormanby - 1870 – King Tom - 1871 – King Tom - 1872 – Blair Athol - 1873 – Blair Athol - 1874 – Adventurer - 1875 – Blair Athol - 1876 – Lord Clifden - 1877 – Blair Athol - 1878 – Speculum - 1879 – Flageolet - 1880 – Hermit - 1881 – Hermit - 1882 – Hermit - 1883 – Hermit - 1884 – Hermit - 1885 – Hermit - 1886 – Hermit - 1887 – Hampton - 1888 – Galopin - 1889 – Galopin - 1890 – St. Simon - 1891 – St. Simon - 1892 – St. Simon - 1893 – St. Simon - 1894 – St. Simon - 1895 – St. Simon - 1896 – St. Simon - 1897 – Kendal - 1898 – Galopin - 1899 – Orme - 1900 – St. Simon - 1901 – St. Simon - 1902 – Persimmon - 1903 – St. Frusquin - 1904 – Gallinule - 1905 – Gallinule | - 1906 – Persimmon - 1907 – St. Frusquin - 1908 – Persimmon - 1909 – Cyllene - 1910 – Cyllene - 1911 – Sundridge - 1912 – Persimmon - 1913 – Desmond - 1914 – Polymelus - 1915 – Polymelus - 1916 – Polymelus - 1917 – Bayardo - 1918 – Bayardo - 1919 – The Tetrarch - 1920 – Polymelus - 1921 – Polymelus - 1922 – Lemberg - 1923 – Swynford - 1924 – Son-in-Law - 1925 – Phalaris - 1926 – Hurry On - 1927 – Buchan - 1928 – Phalaris - 1929 – Tetratema - 1930 – Son-in-Law - 1931 – Pharos - 1932 – Gainsborough - 1933 – Gainsborough - 1934 – Blandford - 1935 – Blandford - 1936 – Fairway - 1937 – Solario - 1938 – Blandford - 1939 – Fairway - 1940 – Hyperion - 1941 – Hyperion - 1942 – Hyperion - 1943 – Fairway - 1944 – Fairway - 1945 – Hyperion - 1946 – Hyperion - 1947 – Nearco - 1948 – Big Game - 1949 – Nearco - 1950 – Fair Trial - 1951 – Nasrullah - 1952 – Tehran - 1953 – Chanteur - 1954 – Hyperion - 1955 – Alycidon - 1956 – Court Martial - 1957 – Court Martial - 1958 – Mossborough - 1959 – Petition - 1960 – Aureole - 1961 – Aureole - 1962 – Never Say Die - 1963 – Ribot - 1964 – Chamossaire - 1965 – Court Harwell - 1966 – Charlottesville - 1967 – Ribot - 1968 – Ribot - 1969 – Crepello - 1970 – Northern Dancer - 1971 – Never Bend - 1972 – Queen’s Hussar - 1973 – Vaguely Noble - 1974 – Vaguely Noble - 1975 – Great Nephew - 1976 – Wolver Hollow - 1977 – Northern Dancer - 1978 – Mill Reef - 1979 – Petingo - 1980 – Pitcairn - 1981 – Great Nephew - 1982 – Be My Guest - 1983 – Northern Dancer - 1984 – Northern Dancer - 1985 – Kris - 1986 – Nijinsky II - 1987 – Mill Reef - 1988 – Caerleon - 1989 – Blushing Groom - 1990 – Sadler’s Wells - 1991 – Caerleon - 1992 – Sadler’s Wells - 1993 – Sadler’s Wells - 1994 – Sadler’s Wells - 1995 – Sadler’s Wells - 1996 – Sadler’s Wells - 1997 – Sadler’s Wells |